# Тулиара
Тулиа́ра (малаг. Toliara, также известен как Тулиари, Toliary; раньше — Тулеар, фр. Tuléar) — город на юго-западе Мадагаскара.
Город является столицей района Ациму-Андрефана.
Современное название города (Toliara) появилось в 1970-е годы и отражает орфографию малагасийского языка. После обретения независимости Мадагаскаром от Франции в 1960 году названия многих населённых пунктов были изменены с французских на местные варианты.
Население города — 123 290 чел. (2010). Порт города служит перевалочным пунктом при экспорте-импорте различных товаров широкого потребления, таких, как сизаль, мыло, пенька, хлопок, рис и арахис.
В марте 2009 года в городе состоялись демонстрации против правительства Марка Раваломанана, во время которых несколько зданий, принадлежащих президенту (в том числе здания компании «Тико») были разграблены и сожжены демонстрантами. 17 марта 2009 года Раваломанана был смещён со своего поста в результате военного переворота.
Рейсы в Тулиару (по 3 внутренним направлениям) осуществляет авиакомпания «Эйр Мадагаскар».
Город расположен в курортной зоне.

## Образование
- Тулиарский университет